# Platycheirus sibiricus
Platycheirus sibiricus är en tvåvingeart som beskrevs av Barkalov och Nielsen 2007. Platycheirus sibiricus ingår i släktet fotblomflugor, och familjen blomflugor. Det är osäkert om arten förekommer i Sverige. Inga underarter finns listade i Catalogue of Life.